# Karbid boru

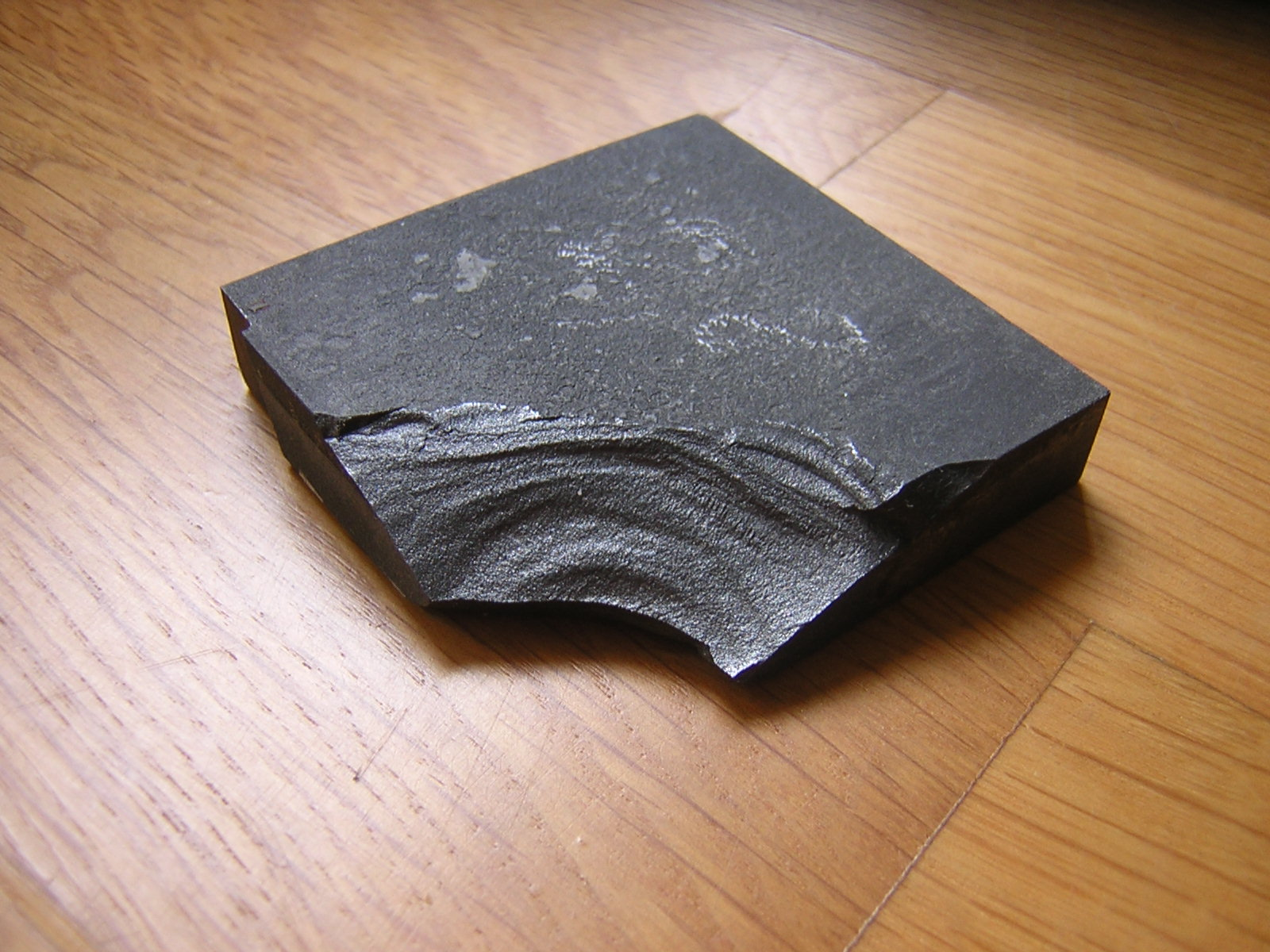
Karbid boru

Karbid boru nebo také karbid čtyřboru (B4C) je černá velmi tvrdá a chemicky velmi odolná látka. Jeho struktura je tvořena ikosaedry B12 a uhlíkovými řetězci, na jejichž tvorbě se podílejí 3 atomy uhlíku.

## Fyzikálně-chemické vlastnosti
Karbid boru je po diamantu a nitridu boru třetí nejtvrdší známou látkou.

## Výroba

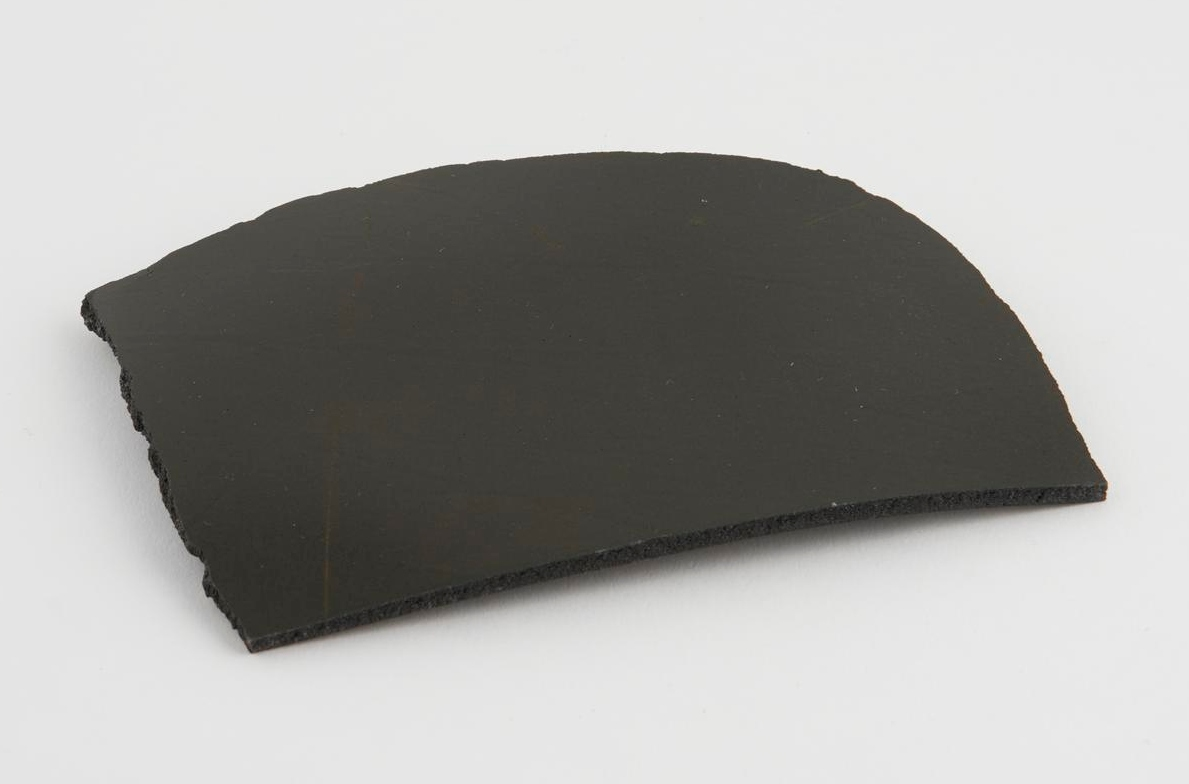
Plast s karbidem boru

Vyrábí se zahříváním oxidu boritého s uhlíkem v elektrické peci při 2400 °C:
2 B2O3 + 7 C → B4C + 6 CO
Vlákna karbidu boru lze připravit termickým rozkladem chloridu boritého na žhaveném uhlíkovém vlákně:
4 BCl3 + 6 H2 + C → B4C + 12 HCl

## Použití
Používá se k výrobě neprůstřelných vest a ochranných štítů bojových letadel, ale také jako materiál pro výrobu brzdových a spojkových obložení nebo jako brusivo při broušení a leštění kovů, nebo také jako řídící tyče v jaderných elektrárnách, které pohlcují nadbytečné neutrony při rozpadu izotopu uranu 235 na baryum a krypton. Velmi jemný prášek z něj může díky obsahu boru barvit nesvítivý plamen do zelena. Postupně nahrazuje neekologické směsi v ohňostrojích, které obsahují dusičnan barnatý a PVC. Díky své výjimečné tvrdosti je používán, spolu s hliníkem, jako slitina vytvrzující zlato na tvrdost vyšší než ocel.